# Tunelamento quântico
Tunelamento quântico (ou efeito túnel) é um fenômeno da mecânica quântica no qual partículas podem transpor um estado de energia classicamente proibido. Isto é, uma partícula pode escapar de regiões cercadas por barreiras potenciais mesmo se sua energia cinética for menor que a energia potencial da barreira. Existem muitos exemplos e aplicações para os quais o tunelamento tem extrema importância, podendo ser observado no decaimento radioativo alfa, na fusão nuclear, na memória flash, no diodo túnel e no microscópio de corrente de tunelamento (STM).
O tunelamento é uma consequência da natureza ondulatória da matéria, na qual a função de onda quântica descreve o estado de uma partícula ou outro sistema físico, e equações de onda como a equação de Schrödinger descrevem seu comportamento. A probabilidade de transmissão de um pacote de ondas através de uma barreira diminui exponencialmente com a altura da barreira, a largura da barreira e a massa da partícula de tunelamento, de modo que o tunelamento é visto mais proeminentemente em partículas de baixa massa, como elétrons ou prótons, tunelando através de barreiras microscopicamente estreitas. O tunelamento é facilmente detectável com barreiras de espessura de cerca de 1–3 nm ou menor para elétrons, e cerca de 0,1 nm ou menor para partículas mais massivas, como prótons ou átomos de hidrogênio.  Algumas fontes descrevem a mera penetração de uma função de onda na barreira, sem transmissão do outro lado, como um efeito de tunelamento, como na escavação de um túnel nas paredes de um poço de potencial finito.
O tunelamento desempenha um papel essencial em fenômenos físicos como a fusão nuclear e o decaimento radioativo alfa dos núcleos atômicos. As aplicações de tunelamento incluem o diodo de túnel, computação quântica, memória flash e microscópio de tunelamento de varredura. O tunelamento limita o tamanho mínimo dos dispositivos usados na microeletrônica porque os elétrons fazem túnel facilmente através de camadas isolantes e transistores que são mais finos que cerca de 1 nm.
Neste fenômeno consolidam-se conceitos imprescindíveis para a mecânica quântica, como a natureza ondulatória da matéria, a função de onda associada a partículas e o princípio da incerteza de Heisenberg.

## História
O tunelamento quântico foi desenvolvido a partir do estudo da radioatividade. Em meio ao crescente sucesso da mecânica quântica na terceira década do século 20, nada era mais impressionante do que o entendimento do Efeito Túnel — a penetração de ondas de matéria e a transmissão de partículas através de uma barreira potencial. Depois de algum tempo, o estudo mais aprofundado envolvendo tunelamento, supercondutores, semicondutores e a invenção do microscópio de tunelamento, por exemplo, renderam à física cinco prêmios Nobel.
Em 1927, Friedrich Hund foi o primeiro a tomar nota da existência do Efeito Túnel em seus trabalhos sobre o potencial de poço duplo. George Gamow, em 1928, resolveu a teoria do decaimento alfa de um núcleo via tunelamento, com uma pequena ajuda matemática de Nikolai Kochin.
Influenciado por Gamow, Max Born desenvolveu a teoria do tunelamento, percebendo-a como uma consequência da mecânica quântica, aplicável não só à física nuclear, mas também a uma série de outros sistemas diferentes. Os físicos Leo Esaki, Ivar Giaever e Brian Josephson descobriram, respectivamente, o tunelamento de elétrons em semicondutores e em supercondutores, e a supercorrente através de junções em supercondutores, o que lhes rendeu o Prêmio Nobel de Física no ano de 1973.

## Explicação do fenômeno

Reflexão e tunelamento através de uma barreira potencial por um pacote de ondas. Uma parte do pacote de ondas passa através da barreira, o que não é possível pela física clássica.

Uma analogia comumente utilizada para explicar o fenômeno do tunelamento quântico consiste em se imaginar uma colina e um trenó subindo em direção ao seu cume. À medida que o trenó vai subindo a colina, parte de sua energia cinética transforma-se em energia potencial gravitacional U. Quando o cume da colina é atingido, o trenó tem energia potencial Ub. Se a energia mecânica inicial E do trenó for maior que Ub, o trenó poderá chegar até o outro lado da colina. Contudo, se E for menor que Ub, a física clássica garante que não existe a possibilidade de o trenó ser encontrado do outro lado da colina. Na mecânica quântica, porém, existe uma probabilidade finita de que esse trenó apareça do outro lado, movendo-se para a direita com energia E, como se nada tivesse acontecido. Dizemos que a colina se comporta como uma barreira de energia potencial, exemplificando de maneira simplista o efeito Túnel.
Considerando um elétron e a densidade de probabilidade {\displaystyle \Psi } da onda de matéria associada a ele, pode-se considerar três regiões: antes da barreira potencial (região I), a região de largura L da barreira (região II) e uma região posterior à barreira (região III). A abordagem da mecânica quântica é baseada na equação de Schrödinger, a qual tem solução para todas as três regiões. Nas regiões I e III, a solução é uma equação senoidal, enquanto na segunda a solução é uma função exponencial. Nenhuma das probabilidades é zero, embora na região III a probabilidade seja bem baixa.
O coeficiente de transmissão (T) de uma determinada barreira é definido como uma fração dos elétrons que conseguem atravessá-la. Assim, por exemplo, se T= 0,020, isso significa que para cada 1000 elétrons que colidem com a barreira, 20 elétrons (em média) a atravessam e 980 são refletidos.
{\displaystyle T=e^{-2bL}} ,  {\displaystyle b={\sqrt {\frac {8\pi ^{2}m(Ub-E)}{h^{2}}}}}
Por causa da forma exponencial da equação acima, o valor de T é muito sensível às três variáveis de que depende: a massa m da partícula, a largura L da barreira e a diferença de energia (Ub – E) entre a energia máxima da barreira e a energia da partícula. Constatamos também pelas equações que T nunca pode ser zero.

## Aplicações

### Eletrônicos
O tunelamento é uma fonte de vazamento de corrente em componentes eletrônicos de integração em grande escala e resulta em um consumo substancial de energia e efeitos de aquecimento que afetam esses dispositivos. É considerado o limite inferior de como os elementos de dispositivos microeletrônicos podem ser feitos.  O tunelamento é uma técnica fundamental usada para programar as portas flutuantes da memória flash.

### Fusão nuclear no Sol
Em função de sua massa, o Sol não tem a temperatura necessária para criar o processo de fusão nuclear de forma espontânea. Contudo, o tunelamento quântico faz com que exista uma pequena probabilidade de o hidrogênio, espontaneamente, desencadear a fusão nuclear mesmo sem a temperatura necessária. Visto que o Sol possui uma vasta reserva de hidrogênio, essa pequena probabilidade que cada átomo tem de iniciar o processo de fusão com outro átomo de hidrogênio resultando no hélio (He), a gigantesca quantidade de hidrogênio na estrela faz com que essa pequena probabilidade se multiplique em grande escala, com energia suficiente para manter o processo de fusão nuclear e possibilitando a vida na Terra.

### Laser
Uma experiência simples deste princípio envolve um laser e dois prismas de vidro. Um dos prismas pode ser usado como refletor em meio ao ar ou ao vácuo, desde que o ângulo de reflexão total (ângulo mínimo em relação à normal onde a luz é completamente refletida) seja menor que 45º. Assim, quando a luz incide sobre uma das faces perpendiculares do prisma, é completamente refletida na direção contrária, podendo esse fenômeno ser observado através da dispersão de fumaça em uma câmara escura. No entanto, aproximando-se a face inclinada de outro prisma, nota-se que, bem próximo, antes de se tocarem, uma parte do LASER emerge do outro prisma, comprovando o efeito túnel.

### Decaimento radioativo
Decaimento radioativo é o processo de emissão de partículas e de energia a partir do núcleo de um átomo instável, para formar um produto estável. Isto é feito através do tunelamento de uma partícula de fora do núcleo (um tunelamento de elétrons para dentro do núcleo é a captura eletrônica). Esta foi a primeira aplicação de tunelamento quântico, tendo conduzido às primeiras aproximações.

### Transporte eletrônico
Outros aspectos relacionados à aplicabilidade do tunelamento quântico estão ligados à física de sistemas de baixa dimensionalidade. Pode-se confeccionar um resistor quântico de tal maneira que o coeficiente de transmissão do elétron através de uma nanoestrutura depende da sua energia de incidência e da barreira de potencial existente, devida à interface de materiais distintos.
Ainda, em se tratando de transporte eletrônico, pode-se confeccionar dispositivos eletrônicos cuja corrente do sistema esteja baseada no efeito de tunelamento quântico ressonante. É o caso dos dispositivos de diodo túnel ressonante e transistor de um único elétron, dentre outros.
É interessante notar que a solução formal da equação de Schrödinger dá ênfase à relação entre a energia e a evolução temporal da fase da função de onda do elétron. A função de onda da partícula é uma função de onda coerente, i.e., a fase da onda só pode mudar por efeito da evolução temporal e por ação determinística de forças. Os efeitos quânticos são preservados quando a função de onda se comporta de maneira coerente. Em sólidos reais, os elétrons geralmente experimentam espalhamentos aleatórios tanto de forma elástica quanto inelástica, a menos que seja garantida a coerência da função de onda. De modo geral, os efeitos de confinamento de cargas tornam-se relevantes quando o tamanho da estrutura é da ordem do comprimento de De Broglie associado ao elétron.

### Emissão fria
A emissão fria de elétrons é relevante para a física de semicondutores e supercondutores. É semelhante à emissão termiônica, onde os elétrons saltam aleatoriamente da superfície de um metal para seguir um viés de tensão porque, estatisticamente, acabam com mais energia do que a barreira, por meio de colisões aleatórias com outras partículas. Quando o campo elétrico é muito grande, a barreira torna-se fina o suficiente para que os elétrons saiam do estado atômico, levando a uma corrente que varia aproximadamente exponencialmente com o campo elétrico. Esses materiais são importantes para memória flash, tubos de vácuo e alguns microscópios eletrônicos.

### Junção do túnel
Uma barreira simples pode ser criada separando dois condutores com um isolador muito fino. Estas são junções de túneis, cujo estudo requer a compreensão do tunelamento quântico. As junções Josephson aproveitam o tunelamento quântico e a supercondutividade para criar o efeito Josephson. Isso tem aplicações em medições precisas de tensões e campos magnéticos, bem como na célula solar multijunção.